# Damián Adín
Damián Adín (9 de marzo de 1997, Berazategui, Buenos Aires, Argentina) es un futbolista argentino que juega como lateral derecho en San Miguel, de la Primera Nacional de Argentina.

## Trayectoria

### Inicios
Realizó todas las divisiones inferiores en Estudiantes de La Plata, y sin llegar a debutar en el primer equipo, quedó libre en 2018, uniéndose a Defensa y Justicia, donde buscó tener más rodaje de lo que tuvo en el equipo platense. Luego de 6 meses en el conjunto de Florencio Varela, vuelve a quedar en libertad de acción y pasó un año jugando en un club que competía la liga de esa localidad.

### Dock Sud
A mediados de 2019 se une a Dock Sud para disputar el Campeonato de Primera C 2019-20, haciendo su debut con el equipo, y profesional, el 28 de julio de ese año, en el empate 0 a 0 frente a El Porvenir, por la primera fecha del torneo.
En total con el "docke" disputó 32 partidos en el año y medio que permaneció en el club.

### Estudiantes de Río Cuarto
Para la temporada 2021 de la Primera Nacional es cedido a Estudiantes de Río Cuarto, donde tuvo participación en 31 encuentros y anotó dos goles, siendo el primero de ellos, y el de su carrera profesional, el 16 de junio en la derrota 2 a 1 frente a San Martín de Tucumán, por la fecha 12 del campeonato de ascenso.

### Deportivo Morón
En 2022 vuelve a salir en condición de préstamo, esta vez a Deportivo Morón, con el cual disputaría el Campeonato de Primera Nacional 2022. En dicho torneo jugó 25 partidos y anotó 2 goles.
Al finalizar el año, su préstamo en el equipo de Morón se extendió por una temporada más, y en total, en los dos años que estuvo en "el gallito", Adín disputó 58 partidos, convirtió 4 goles y repartió 2 asistencias.

## Estadísticas

### Clubes
Actualizado hasta su último partido disputado el 16 de noviembre de 2024.
| Club                                | Div.          | Temporada     | Liga  | Liga  | Liga   | Copas nacionales | Copas nacionales | Copas nacionales | Torneos internacionales | Torneos internacionales | Torneos internacionales | Total | Total | Total  |
| Club                                | Div.          | Temporada     | Part. | Goles | Asist. | Part.            | Goles            | Asist.           | Part.                   | Goles                   | Asist.                  | Part. | Goles | Asist. |
| ----------------------------------- | ------------- | ------------- | ----- | ----- | ------ | ---------------- | ---------------- | ---------------- | ----------------------- | ----------------------- | ----------------------- | ----- | ----- | ------ |
| C. S. Dock Sud Argentina            | 4.ª           | 2019-20       | 22    | 0     | 1      | 1                | 0                | 0                | —                       | —                       | —                       | 23    | 0     | 1      |
| C. S. Dock Sud Argentina            | 4.ª           | 2020          | 9     | 0     | 1      | —                | —                | —                | —                       | —                       | —                       | 9     | 0     | 1      |
| C. S. Dock Sud Argentina            | Total club    | Total club    | 31    | 0     | 2      | 1                | 0                | 0                | 0                       | 0                       | 0                       | 32    | 0     | 2      |
| Estudiantes de Río Cuarto Argentina | 2.ª           | 2021          | 29    | 2     | 2      | 2                | 0                | 0                | —                       | —                       | —                       | 31    | 2     | 2      |
| Estudiantes de Río Cuarto Argentina | Total club    | Total club    | 29    | 2     | 2      | 2                | 0                | 0                | 0                       | 0                       | 0                       | 31    | 2     | 2      |
| Deportivo Morón Argentina           | 2.ª           | 2022          | 25    | 2     | 1      | 1                | 0                | 0                | —                       | —                       | —                       | 26    | 2     | 1      |
| Deportivo Morón Argentina           | 2.ª           | 2023          | 31    | 2     | 1      | 1                | 0                | 0                | —                       | —                       | —                       | 32    | 2     | 1      |
| Deportivo Morón Argentina           | Total club    | Total club    | 56    | 4     | 2      | 2                | 0                | 0                | 0                       | 0                       | 0                       | 58    | 4     | 2      |
| Quilmes A. C. Argentina             | 2.ª           | 2024          | 35    | 1     | 2      | 1                | 0                | 0                | —                       | —                       | —                       | 36    | 1     | 2      |
| Quilmes A. C. Argentina             | Total club    | Total club    | 35    | 1     | 2      | 1                | 0                | 0                | 0                       | 0                       | 0                       | 36    | 1     | 2      |
| C. A. San Miguel Argentina          | 2.ª           | 2025          | 0     | 0     | 0      | —                | —                | —                | —                       | —                       | —                       | 0     | 0     | 0      |
| C. A. San Miguel Argentina          | Total club    | Total club    | 0     | 0     | 0      | 0                | 0                | 0                | 0                       | 0                       | 0                       | 0     | 0     | 0      |
| Total carrera                       | Total carrera | Total carrera | 149   | 7     | 8      | 6                | 0                | 0                | 0                       | 0                       | 0                       | 155   | 7     | 8      |
| 1. 2.                               |               |               |       |       |        |                  |                  |                  |                         |                         |                         |       |       |        |